# Die fiesen 7
Die fiesen 7 ist ein Kartenspiel von Jacques Zeimet, das 2015 bei dem Verlag Drei Hasen in der Abendsonne erschien. 2016 wurde das Spiel in die Empfehlungsliste der Jury zum Spiel des Jahres aufgenommen. In der Spielweise ähnelt es stark dem bereits 2009 erschienenen Spiel Tarantel Tango sowie dem 2016 erschienenen Dodelido, beide von demselben Autor.

## Spielweise
Bei dem Spiel Die fiesen 7 geht es darum, möglichst schnell seine eigenen Karten loszuwerden und jeweils auf eine eigene ausgelegte Karte zu reagieren und dabei keine Fehler zu machen. Das Spielmaterial besteht aus 110 Karten, auf denen jeweils Ganoven in unterschiedlicher Konstellation abgebildet sind. Dabei gibt es Karten mit je einem oder zwei Ganoven, Ganoven mit Handys und Ganoven, auf die eine Pistole gerichtet ist. Laut Spielregeln sitzen diese im Hinterzimmer ihrer Stammkneipe und spielen um die Beute ihres letzten Raubzugs.

### Spielablauf
Zum Beginn des Spiels werden alle Karten gemischt und gleichmäßig an die Mitspieler verteilt, überzählige Karten werden aus dem Spiel genommen. Die Spieler nehmen ihre Karten jeweils als verdeckten Stapel in die Hand, danach wird beginnend mit dem Startspieler (nach Spielanleitung dem jüngsten Spieler) reihum gespielt.
Der Startspieler legt die oberste Karte seines Zugstapels schnell offen auf einen der drei Ablagestapel aus und macht direkt eine Aussage zur Karte. Diese variiert entsprechend der Abbildung auf der Karte sowie der Anzahl vorher gelegter Karten:
- ein Gangster: Wird ein Gangster ausgelegt, wird dieser gezählt. Dabei beginnt der erste Spieler mit einem Gangster immer mit der Eins, danach folgen die weiteren Zählwerte bis zur Sieben und danach wird wieder rückwärts bis zur Eins gezählt.[2]
- zwei Gangster: Bei zwei Gangstern werden immer zwei Zählwerte entsprechend der Zählregeln addiert und das Ergebnis angesagt. Auch hier wird nach der Sieben wieder herunter gezählt. Der folgende Spieler setzt zudem aus.
- ein Gangster mit Handy: Der Spieler sagt keine Zahl an, sondern räuspert sich nur. Der Gangster wird trotzdem für die folgenden Spieler zum Zählwert addiert.
- zwei Gangster mit Handys: In diesem Fall räuspert sich der Spieler zweifach und für die Folgespieler werden zwei Zählwerte addiert, auch hier setzt der Folgespieler aus.
- ein Gangster mit auf ihn gerichteter Pistole: Der Spieler macht kein Geräusch, der Gangster wird trotzdem für die folgenden Spieler zum Zählwert addiert.

Immer, wenn ein Spieler einen Fehler macht (falsche Zahl, vergessenes Aussetzen, Zahl statt Räuspern oder ein Geräusch statt Stille) oder für seine Ansage mehr als drei Sekunden braucht, bekommt er alle ausliegenden Karten und muss sie in seinen Handstapel aufnehmen. Wird eine Zahl angezweifelt, werden die Ganoven im Ablagestapel abgezählt und damit die korrekte Zahl geprüft; ist die Anzweiflung falsch, werden die ausliegenden Karten an die Zweifler verteilt. Danach beginnt der Spieler, der die Karten nehmen musste, die neue Auslage und die neue Zählreihe.
Gewinner des Spiels ist der Spieler, der zuerst alle Handkarten ausgespielt hat. Er beendet das Spiel mit seiner letzten Karte.

## Ausgaben und Rezeption
Das Kartenspiel Die fiesen 7 wurde von dem luxemburgischen Spieleautor Jacques Zeimet entwickelt und bei dem Verlag Drei Hasen in der Abendsonne zu den Internationalen Spieltagen 2015 (Spiel ’15) in Essen veröffentlicht. Die Karten- und Spielgestaltung stammt von dem Spieleillustrator Rolf Vogt. Das Spiel wurde zuerst in einer multilingualen Version auf Deutsch, Englisch, Französisch und Italienisch veröffentlicht, 2018 erschienen Versionen auf Spanisch bei Mercurio, auf Koreanisch bei Korea Boardgames und auf Französisch bei Ferti sowie 2019 auf Niederländisch bei 999 Games und auf Ungarisch bei Reflexshop.
Die fiesen 7 wurde in die Empfehlungsliste der Jury zum Spiel des Jahres 2016 aufgenommen und wird als „chaotischer wie spannender Reigen für zählfeste Ganoven mit Überblick und Konzentration“ empfohlen. Laut Wieland Herold sind Die fiesen 7 „ein hervorragender Nachfolger von dem Gehirnverdreher Kakerlakensalat und machen in jeder Runde mit mehr als zwei Spielern riesigen Spaß.“ Laut Udo Bartsch ist das Spiel solide, er schreibt dazu: „Wenn die Bewertung in diesem Blog davon abhinge, wie viele Menschen Die fiesen 7 verschenkt haben, nachdem sie es durch mich kennen lernten, müsste die Bewertung hoch ausfallen. Tatsächlich hängt sie aber von meinem subjektiven Spielspaßempfinden ab, und dieses ist nicht so hoch wie bei Kakerlakensalat, das ich aufgrund seiner verrückten Ansagen witziger und skurriler finde. Die fiesen 7 kann ich der Zielgruppe zwar ganz toll schmackhaft machen. Mir ist es in der Grundversion aber zu einfach, so dass ich besser nicht mitspiele, sondern nur moderiere.“

## Belege
1. 1 2 3 4 5  Offizielle Spielregeln für Die fiesen 7, Drei Hasen in der Abendsonne 2015.
2. ↑  Die fiesen 7 – Schweige zur rechten Zeit!. Auf Spielkult.de, abgerufen am 23. Oktober 2020.
3. ↑  Versionen von Die fiesen 7 in der Datenbank BoardGameGeek; abgerufen am 10. Juli 2019.
4. ↑  Die fiesen 7 auf den Seiten des Spiel des Jahres e.V.; abgerufen am 10. Juli 2019.
5. ↑  Die fiesen 7 auf „Mit 80 Spielen durch das Jahr“, 11. Dezember 2015; abgerufen am 10. Juli 2019.
6. ↑  Die fiesen 7 auf „Rezensionen für Millionen“, 19. Juni 2016; abgerufen am 10. Juli 2019.